# La extraordinaria vida de Ibelín
La notable vida de Ibelin (título original: Ibelin) es una película documental noruega de 2024 dirigida por Benjamin Ree.

## Sinopsis
Mats Steen, un joven noruego con distrofia muscular de Duchenne, se ve cada vez más limitado en sus actividades cotidianas.  Como resultado, pasa gran parte de su tiempo jugando videojuegos, en particular World of Warcraft. Sus padres temen que se esté perdiendo experiencias vitales importantes.
Hacia el final de su vida, Mats comienza un blog sobre cómo es vivir con su enfermedad. Cuando muere a los 25 años, deja la contraseña del blog para que su familia pueda encontrarlo.  Su familia utiliza el blog para comunicar su fallecimiento, lo que provoca una avalancha de respuestas de sus amigos virtuales. La película narra la historia de su vida en el clan Starlight de World of Warcraft —donde interpretaba al personaje Ibelin Redmoore— a través de animaciones basadas en el juego, intercaladas con retrospectivas de los miembros de su clan, su familia y extractos de su blog.
Como Ibelin, Steen mantuvo en secreto su identidad y condición médica, preocupado por cómo lo tratarían los demás miembros del clan si lo supieran.  Se negó a comunicarse fuera del chat de texto del juego, pero aun así desarrolló relaciones profundas y significativas con otros miembros. Lo percibían como un amigo confiable con quien podían compartir sus problemas.
La salud de Steen se deteriora progresivamente, dificultando cada vez más su capacidad para jugar.  Su estado de ánimo también se ve afectado, lo que influye negativamente en sus relaciones dentro del clan, llevándolo a un enfrentamiento con una de sus miembros.  A medida que su condición empeora, desarrolla graves problemas respiratorios y debe ser hospitalizado. La miembro del clan a la que había atacado se preocupa por su ausencia y le pregunta directamente por la razón.  Ibelin le explica su condición y su temor a las reacciones de los demás.  Ella lo anima a contárselo a los demás, y él decide disculparse con todo el grupo por su comportamiento anterior, compartiendo finalmente su blog con ellos.
Mats Steen muere a causa de la distrofia muscular.  Cinco miembros de su clan, provenientes de diferentes países, asisten a su funeral en Oslo. El resto se reúne en su honor dentro del juego, lo que se convierte en una tradición anual. La película concluye con una imagen de su lápida, en la que se lee "Mats 'Ibelin' Steen".

## Estreno y Festivales
Ibelin se estrenó el 19 de enero de 2024 en la sección World Cinema Documentary Competition del Festival de Cine de Sundance de 2024, donde ganó dos premios: el Premio del Público (World Cinema Documentary) y el Premio a la Dirección (World Cinema Documentary).  Poco después, Netflix adquirió los derechos de distribución de la película.
La película se ha proyectado en otros festivales, como el Festival de Cine de Críticos de Chicago en mayo y el Festival Internacional de Cine de Nueva Zelanda en agosto (con el título ampliado a La notable vida de Ibelin). También ha sido seleccionada para el Festival de Cine MAMI Mumbai 2024, en la sección Cine Mundial.

## Recepción

### Respuesta crítica
En el sitio web de recopilación de reseñas Rotten Tomatoes, el 98% de las 50 críticas son positivas, con una calificación promedio de 7.9/10.  Metacritic, que utiliza un promedio ponderado, asignó a la película una puntuación de 78 sobre 100, basada en 16 críticas, lo que indica "reseñas generalmente favorables".
Variety elogió la película, afirmando: "Es un mundo en sí mismo y un brillante ejemplo de cómo el cine, al igual que la huella digital de una persona, puede ser una forma de inmortalidad que alivia incluso la pérdida más devastadora".  Otras críticas también fueron extremadamente positivas.
Cineuropa destacó que Ree "termina con una película que no trata sobre la muerte; más bien, trata sobre la amistad, el amor y la vida".